# Résultat au cricket
Le résultat d'un match de cricket est soit la victoire d'une équipe et donc de la défaite de ses adversaires, soit un match nul (en anglais, draw), soit une égalité (tie). Les résultats possibles d'un match dépendent du format de jeu joué. Dans un match limité en temps, il n'est pas suffisant de marquer plus de points que l'équipe adverse : il faut également que la ou les manches de celle-ci soient achevées. Si cette condition n'est pas remplie, la partie est nulle. Dans un match dans lequel chaque équipe dispose d'un nombre limité de séries de lancers pour marquer, une rencontre interrompue par les conditions de jeu peut être « sans résultat ».

## Résultats

### Victoire et défaite
Dans la plupart des cas, l'équipe qui a marqué le plus de courses à l'issue de sa ou ses manches remporte la partie. Il est toutefois nécessaire, pour gagner une rencontre, que l'équipe adverse ait complété sa ou ses manches. Du point de vue de l'équipe qui batte, une manche est achevée soit si elle n'a plus qu'un batteur disponible, soit si son capitaine a effectué une déclaration ou un renoncement, soit, dans le cas d'un match où chaque équipe dispose d'un nombre limité de lancers pour marquer des courses, ce nombre de lancers a été atteint. Dans ce type de match, si les conditions de jeu (par exemple climatiques) ne permettent pas la tenue de la totalité des manches, le nombre de points à marquer pour la deuxième équipe qui batte peut être ajusté : il est donc possible de gagner en ayant eu moins de points que son adversaire, parce que l'on a eu moins de séries à jouer. Plusieurs règlements existent pour déterminer le score cible dans ce cas, par exemple la méthode Duckworth-Lewis. Deux autres cas de victoire existent : si une équipe concède le match, ou encore si les arbitres considèrent qu'une équipe refuse de jouer.
Les conditions de la victoire règlent la manière dont celle-ci est annoncée : si c'est la dernière équipe à batter qui remporte la partie, on dit qu'elle a gagné par le nombre de guichets qui lui restent (c'est-à-dire par le nombre de ses batteurs non encore éliminés). Si c'est son adversaire, on dit que celle-ci a gagné par le nombre de courses d'écart. Un match s'arrête dès qu'une équipe a réuni toutes les conditions pour gagner : ses manches n'ont pas besoin d'être complétées.
| Scores de la première équipe | Scores de la seconde équipe  | Résultat                                                   | Remarque                                            |
| ---------------------------- | ---------------------------- | ---------------------------------------------------------- | --------------------------------------------------- |
| Australie 245 et 104         | Angleterre 196 et 108        | Australie gagne « par 45 courses »                         | Deux manches par équipe                             |
| Australie 122 et 259         | Angleterre 261 et 122/6      | Angleterre gagne « par 4 guichets »                        | Deux manches par équipe                             |
| Zimbabwe 200                 | Angleterre 179 (cible : 185) | Zimbabwe gagne « par 6 courses » (méthode Duckworth-Lewis) | Une manche par équipe, limitée en nombre de lancers |
| Angleterre 173 et 298/4      | Pakistan 504                 | Angleterre gagne par forfait                               | Deux manches par équipe                             |

### Égalité
Un match se termine par une égalité (tie) si toutes les manches des équipes sont complétées et si leur nombre total de points est égal.
| Score(s) de la première équipe | Score(s) de la seconde équipe | Résultat | Remarque                                                 |
| ------------------------------ | ----------------------------- | -------- | -------------------------------------------------------- |
| Indes occidentales 453 et 284  | Australie 505 et 232          | Égalité  | Deux manches par équipe                                  |
| Indes occidentales 222/5       | Australie 222/9               | Égalité  | Une manche par équipe, match limité en nombre de lancers |

### Match nul
Un match est dit nul (draw) si aucune équipe n'a réuni les conditions pour gagner. En particulier, quel que soit le nombre de points marqués, cela s'applique dans un match limité en temps où l'équipe qui a marqué le plus de courses n'a pas réussi à ce que la ou les manches de ses adversaires soient achevées avant la fin du temps imparti.
| Scores de la première équipe | Scores de la seconde équipe | Résultat  |
| ---------------------------- | --------------------------- | --------- |
| Angleterre 294 et 308        | Australie 320 et 127/3      | Match nul |